# Collegio uninominale Calabria - 02 (Senato della Repubblica 2020)
Il collegio elettorale uninominale Calabria - 02 è un collegio elettorale uninominale della Repubblica Italiana per l'elezione del Senato della Repubblica.

## Territorio
Come previsto dalla legge n. 51 del 27 maggio 2019, il collegio è stato definito tramite decreto legislativo all'interno della circoscrizione Calabria.
È formato dal territorio dell'intera provincia di Catanzaro (80 comuni), dell'intera provincia di Vibo Valentia (50 comuni) e dell'intera città metropolitana di Reggio Calabria (97 comuni).
Il collegio è parte del collegio plurinominale Calabria - 01.

## Eletti
| Elezione | Elezione | Senatore     | Partito |
| -------- | -------- | ------------ | ------- |
|          | 2022     | Tilde Minasi | Lega    |

## Dati elettorali

### XIX legislatura
Come previsto dalla legge elettorale, 74 senatori sono eletti con sistema a maggioranza relativa in altrettanti collegi uninominali a turno unico.
| Candidati                                 | Candidati                     | Voti    | %     | Liste                                                | Voti    | %     |
| ----------------------------------------- | ----------------------------- | ------- | ----- | ---------------------------------------------------- | ------- | ----- |
|                                           | Clotilde Minasi ✔️ Eletto     | 172 696 | 44,73 | Fratelli d'Italia                                    | 79 479  | 20,59 |
| Forza Italia                              | Clotilde Minasi ✔️ Eletto     | 172 696 | 44,73 | 64 937                                               | 16,82   |       |
| Lega per Salvini Premier                  | Clotilde Minasi ✔️ Eletto     | 172 696 | 44,73 | 24 564                                               | 6,36    |       |
| Noi moderati/Lupi - Toti - Brugnaro - UDC | Clotilde Minasi ✔️ Eletto     | 172 696 | 44,73 | 3 716                                                | 0,96    |       |
|                                           | Giuseppe Auddino              | 93 234  | 24,15 | Movimento 5 Stelle                                   | 93 234  | 24,15 |
|                                           | Francesco Pitaro              | 75 266  | 19,49 | Partito Democratico-IDP                              | 62 372  | 16,15 |
| Alleanza Verdi e Sinistra                 | Francesco Pitaro              | 75 266  | 19,49 | 5 496                                                | 1,42    |       |
| +Europa                                   | Francesco Pitaro              | 75 266  | 19,49 | 4 548                                                | 1,18    |       |
| Impegno Civico - Centro Democratico       | Francesco Pitaro              | 75 266  | 19,49 | 2 850                                                | 0,74    |       |
|                                           | Agostino Siviglia             | 16 985  | 4,40  | Azione - Italia Viva - Calenda                       | 16 985  | 4,40  |
|                                           | Angelina Antonietta Martino   | 7 562   | 1,96  | Unione Popolare                                      | 7 562   | 1,96  |
|                                           | Antonia Condemi               | 5 660   | 1,47  | Italia Sovrana e Popolare                            | 5 660   | 1,47  |
|                                           | Ernesto Lamanna               | 5 469   | 1,42  | Italexit                                             | 5 469   | 1,42  |
|                                           | Rosa Politanò                 | 3 130   | 0,81  | Partito Comunista Italiano                           | 3 130   | 0,81  |
|                                           | Antonio Bartuccio             | 2 353   | 0,61  | Sud chiama Nord                                      | 2 353   | 0,61  |
|                                           | Marisa Greco                  | 1 244   | 0,32  | Partito Animalista Italiano – UCDL – 10 Volte Meglio | 1 244   | 0,32  |
|                                           | Antonella Perissinotti Bisoni | 1 010   | 0,26  | Alternativa per l'Italia (PdF - Exit)                | 1 010   | 0,26  |
|                                           | Giovanni Giannuzzi            | 803     | 0,21  | Vita                                                 | 803     | 0,21  |
|                                           | Domenico Pendolino            | 448     | 0,12  | Noi di Centro – Europeisti                           | 448     | 0,12  |
|                                           | Antonio Gennaro La Rotonda    | 229     | 0,06  | Forza del Popolo                                     | 229     | 0,06  |
| Totale                                    | Totale                        | 386 089 | 100   |                                                      | 386 089 | 100   |
|                                           |                               |         |       |                                                      |         |       |
| Schede bianche                            | Schede bianche                | 9 847   | 2,41  |                                                      |         |       |
| Schede nulle                              | Schede nulle                  | 12 876  | 3,15  |                                                      |         |       |
| Votanti                                   | Votanti                       | 408 876 | 50,21 |                                                      |         |       |
| Elettori                                  | Elettori                      | 814 393 |       |                                                      |         |       |